# Estadio Municipal José Maria de Campos Maia
El Estadio Municipal José Maria de Campos Maia o simplemente Maião es un estadio de fútbol ubicado en la ciudad de Mirassol, en el estado de São Paulo, Brasil. El estadio fue inaugurado el 9 de noviembre de 1925 y posee una capacidad para 15.000 espectadores, recibe los juegos del Mirassol Futebol Clube que disputa el Campeonato Paulista y el Campeonato Brasileño de Serie A.
El récord de asistencia al estadio se registró el 10 de febrero de 2018, durante el partido por el Campeonato Paulista en que Palmeiras venció al Mirassol por 2 x 0, con la presencia de 11.967 personas.